# Kōji Uchi
Kōji Uchi (jap. 内浩二 Uchi Kōji; ur. 20 czerwca 1970) - japoński zapaśnik walczący w stylu klasycznym. Dwukrotny uczestnik mistrzostw świata. Zajął 10 miejsce w 1994. Srebrny medal na mistrzostwach Azji w 1993. Pierwszy w  Pucharze Świata w 1994 roku.